# Simulium politum
Simulium politum är en tvåvingeart som beskrevs av Crosskey 1977. Simulium politum ingår i släktet Simulium och familjen knott. Inga underarter finns listade i Catalogue of Life.